# Almohadkalifatet

Almohadkalifatet under dess största utbredning runt år 1200.

Almohadkalifatet, Imweḥḥden, (från Arabiska الموحدون) al-Muwahhidun, det vill säga "monoteisterna", var en muslimsk dynasti som grundades under elvahundratalet i norra Afrika och utbredde sig till Libyen i öster och Andalusien i norr och bildade Almohadkalifatet (1121–1269), som ersatte almoravidernas rike.

## Historia
Dynastin hade sitt ursprung i Ibn Tumart som var medlem i en berberstam i Atlasbergen i Marocko.
Ibn Tumart vad son till en lamptändare i en moské och var från unga år känd för sin trosvisshet. Han var liten och vanskapt och levde som tiggare och tillbedjare av Allah.

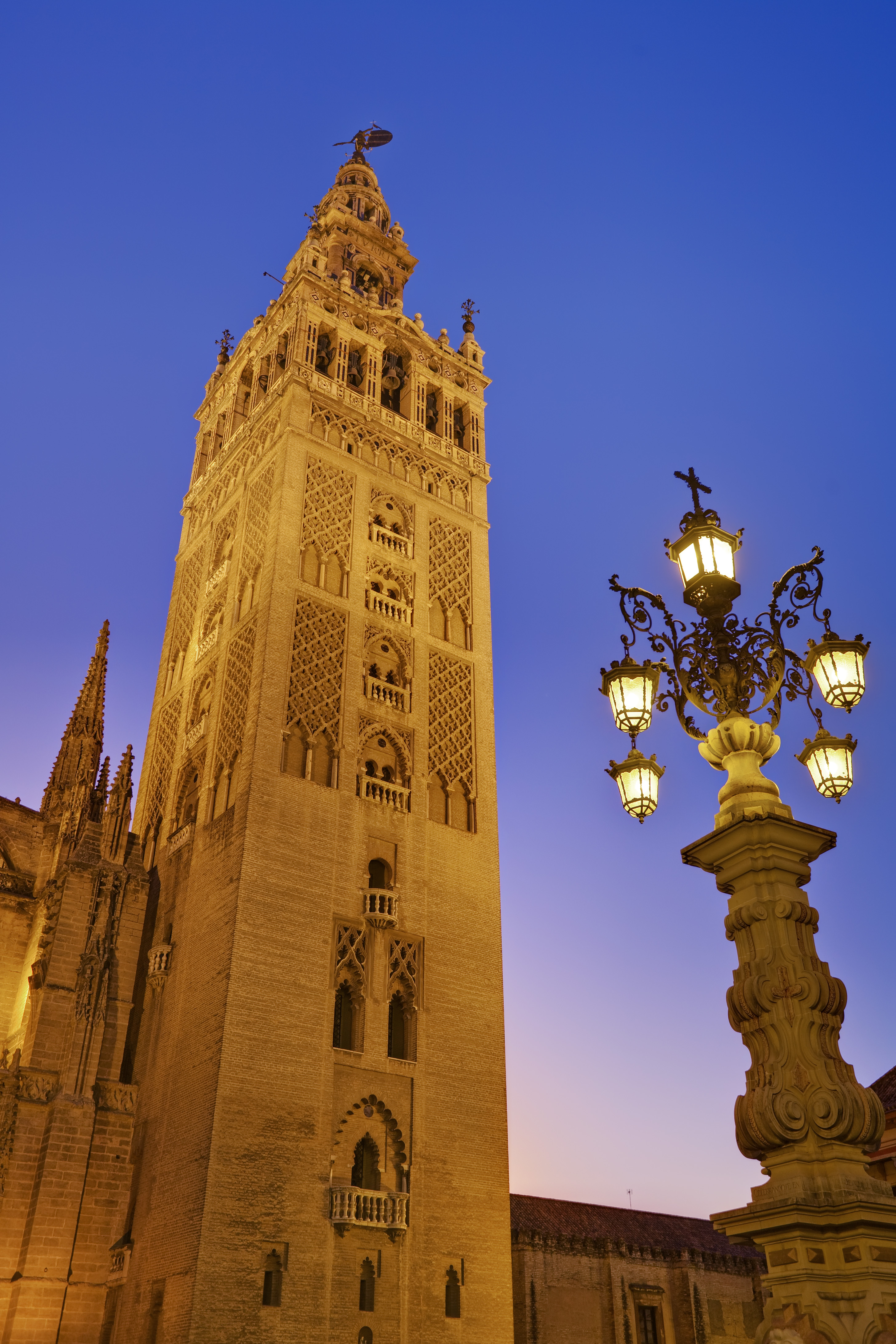
Giralda

Redan som ung genomförde han hajji till Mecka men blev bortkörd på grund av sin stränga kritik av de övrigas slappa sätt. Han begav sig då till Bagdad där han blev lärjunge i en ortodox skola. Han skapade ett eget religiöst system där Allah är en och inte ingående i en polyteistisk religion. Ibn Tumart företrädde en revolt mot vad han ansåg vara antropomorfistiska inslag i den muslimska religionen.

## Erövring
Sedan han 28 år gammal återvänt till Maghreb började han predika och leda skarpa attacker mot vinhandlare och andra som i hans ögon levde ett sedeslöst liv. Han angrep till och med  Amir Ali III:s syster för att hon gick på gatorna i Fez utan slöja på samma sätt som berberkvinnorna. Ali lät honom slippa undan ostraffad.
Ibn Tumart tog, sedan han blivit bortkörd från flera städer, sin tillflykt till sin egen stam i Atlasbergen. Det är troligt att hans påverkan hade upphört i och med hans död 1128 om det inte varit för en löjtnant, Abd al-Mu'min, som också var berber. Abd al-Mu'min höll hans död hemlig i två år medan han byggde upp sitt inflytande. Han framträdde sedan som Ibn Tumarts militäre ledare och utbredde sin makt i norra Afrika ända till Egypten. Han blev emir i Marrakech, invaderade Andalusien och gjorde 1170 Sevilla till huvudstad. Där byggdes 1184 den stora moskén med sin minaret, sedermera torn, Giralda.
Senare styrdes Andalusien genom lokala befälhavare. Sina besittningar utanför Marocko betraktade de som provinser. När deras emirer korsade Gibraltarsund var det för att leda en jihad mot de kristna för att sedan återvända till sin huvudstad Marrakesh. I början tvingade de styrande många kristna och judar att ta sin tillflykt till Portugal, Kastilien och Kungariket Aragonien men så småningom blev styret mindre fanatiskt.
Den främste lokale befälhavaren var Yaqub al-Mansur (1184–1199), som var en framstående krigare och en man som skrev god arabiska, var konstälskare och som blev känd som beskyddare av filosofen Averroes. Titeln al-Mansur, Segraren, erhöll han efter segern över Alfons VIII av Kastilien i slaget vid Alarcos 19 juli 1195.

Karta som visar Almohadernas kontroll i Spanien och motattackerna från Kastilien (C), Aragón (A), Leon (L), Portugal (P) och Navarra (N).

Yaqub al-Mansur utnyttjade inte situationen utan återvände till Sevilla sedan han tagit en del kristna som fångar.
De följande åren invaderade hans trupper Extremadura och Tajos dal hela området runt Toledo.
Efter hans död blev hans efterträdare efter vissa framgångar i början besegrad av en allians bestående av prinsarna i Kastilien, Aragón, Navarra och Portugal. Detta var slutet på den almohadiska dominansen. Nästan alla de moriska besittningarna förlorades, Córdoba 1236 och Sevilla 1248. Allt som återstod var Granada som förlorades efter en intern muslimsk strid med Nasridkalifatet, som kom till makten 1212.

## Religiös förföljelse
Inför valet att antingen dö eller låta omvända sig emigrerade de flesta judar och kristna. En del, som familjen Maimonides, flydde österut till mer toleranta muslimska länder. medan de flesta flydde norrut för att bosätta sig i de växande kristna kungadömena.

## Lista på Almohadkalifer(1121–1269)
- Ibn Tumart 1121–1130
- Abd-ul-mumin 1130–1163
- Abu Ya'qub Yusuf I 1163–1184
- Abu Yusuf Ya'qub al-Mansur 1184–1199
- Muhammad an-Nasir 1199–1213
- Abu Ya'qub Yusuf II 1213–1224
- Abd al-Wahid I 1224
- Abdallah al-Adil 1224–1227
- Yahya 1227–1235
- Idris I 1227–1232
- Abdul-Wahid II 1232–1242
- Ali 1242–1248
- Umar 1248–1266
- Idris II 1266–1269